# Eparchie serdobská
Eparchie serdobská je eparchie ruské pravoslavné církve nacházející se v Rusku.

## Území a titul biskupa
Zahrnuje správní hranice území Bašmakovského, Bekovského, Bělinského, Vadinského, Zemetčinského, Kolyšlejského, Maloserdobinského, Narovčatského, Pačelmského, Serdobského, Spasského a Tamalinského rajónu Penzenské oblasti.
Eparchiálnímu biskupovi náleží titul biskup serdobský a spasský.

## Historie
Dne 18. března 1923 byl Petr (Sokolov) tajné vysvěcen na biskupa serdobského a vikáře saratovské eparchie. Stejného roku byl jeho titul změněn na biskupa volského a vikáře saratovské eparchie.
Dne 26. července 2012 byla rozhodnutím Svatého synodu zřízena samostatná serdobská eparchie oddělením území z penzenské eparchie. Stala se součástí nově vzniklé penzenské metropole.
Prvním eparchiálním biskupem se stal archimandrita Mitrofan (Serjogin), duchovní penzenské eparchie.

## Seznam biskupů

### Serdobský vikariát saratovské eparchie
- 1923–1923 Petr (Sokolov)

### Serdobská eparchie
- 2012–2013 Veniamin (Zaryckyj), dočasný administrátor
- od 2013 Mitrofan (Serjogin)